# Babiniec (Torzeniec)
Babiniec – część wsi Torzeniec w Polsce, położona w województwie wielkopolskim, w powiecie ostrzeszowskim, w gminie Doruchów.
W latach 1975–1998 Babiniec administracyjnie należał do województwa kaliskiego.